# Thomas Taylour, III marchese di Headfort
Thomas Taylour, III marchese di Headfort (1º novembre 1822 – 22 luglio 1894), è stato un politico irlandese.

## Biografia
Era il figlio di Thomas Taylour, II marchese di Headfort, e della sua seconda moglie, Olivia Stevenson.

## Carriera
Fu High Sheriff of Meath nel 1844, di Cavan nel 1846 e di Westmorland nel 1853. Fu comandante di Stato del Lord Luogotenente d'Irlanda (1852-1853). Nel 1854, succedette a suo suocero come deputato per Westmorland, in qualità di conservatore.
Successe a suo padre come marchese di Headfort nel 1870. Ha anche ereditato il titolo di Barone Kenlis, nella Pari del Regno Unito, e si è guadagnato un posto nella Camera dei lord.

### Massoneria
Era un membro della massoneria irlandese, essendo stato iniziato nella Loggia n. 244 (Kells, Irlanda), e servito come Gran Maestro Provinciale di Meath (1888-1894). Era anche un membro della massoneria inglese e apparteneva a una serie di ordini massonici. In particolare, ha servito come Gran Sovrano (il capo dell'ordine) dell'Ordine militare e massonico della Croce Rossa di Costantino (1866-1874).

## Matrimoni

### Primo Matrimonio
Sposò, il 20 luglio 1842, Amelia Thompson (?-4 dicembre 1864), figlia di William Thompson. Ebbero sette figli:
- Thomas Taylour, conte di Bective (11 febbraio 1844-15 dicembre 1893), sposò Lady Alice Maria Hill, ebbero due figlie;
- William Arthur Taylour (5 marzo 1845-1 dicembre 1845);
- Lady Evelyn Amelia Taylour (8 agosto 1846-10 luglio 1866);
- Lady Madeline Olivia Susan Taylour (30 gennaio 1848-27 gennaio 1876), sposò Charles Crichton, ebbero due figli;
- Lady Adelaide Louisa Jane Taylour (24 giugno 1849-7 novembre 1935);
- Lady Isabel Frances Taylour (10 maggio 1853-17 novembre 1909), sposò Sir FitzRoy Clayton, ebbero tre figli;
- Lady Florence Jane Taylour (21 giugno 1855-16 agosto 1907), sposò Somerset Maxwell, X barone Farnham, ebbero sei figli.

### Secondo Matrimonio
Sposò, il 29 novembre 1875, Emily Constantia Thynne (1840-16 luglio 1926), figlia del reverendo Lord John Thynne. Ebbero due figli:
- Lady Beatrix Taylour (6 gennaio 1877-3 maggio 1944), sposò Sir George Stanley, ebbero una figlia;
- Geoffrey Taylour, IV marchese di Headfort (12 giugno 1878-29 gennaio 1943).